# Marlies Göhr
Marlies Göhr (născută Oelsner; n. 21 martie 1958, Gera, Germania) este o atletă germană ce a reprezentat Republica Democrată Germană, medaliată olimpică. A participat la 3 ediții ale Jocurilor Olimpice (1976, 1980, 1988) în care a câștigat două medalii de aur și două medalii de argint în probele de 4x100 m și 100 m.

## Palmares
| An   | Competiție                      | Locație                      | Loc | Eveniment | Note  |
| ---- | ------------------------------- | ---------------------------- | --- | --------- | ----- |
| 1975 | Campionatul European de Juniori | Atena, Grecia                | 2   | 100 m     | 11,43 |
| 1975 | Campionatul European de Juniori | Atena, Grecia                | 1   | 4 × 100 m | 44,05 |
| 1976 | Jocurile Olimpice               | Montréal, Canada             | 8   | 100 m     | 11,34 |
| 1976 | Jocurile Olimpice               | Montréal, Canada             | 1   | 4 × 100 m | 42,55 |
| 1977 | Campionatul European în sală    | San Sebastián, Spania        | 1   | 60 m      | 7,17  |
| 1977 | Cupa Europei                    | Helsinki, Finlanda           | 1   | 100 m     | 11,07 |
| 1977 | Cupa Europei                    | Helsinki, Finlanda           | 1   | 4 × 100 m | 42,62 |
| 1977 | Cupa Mondială                   | Düsseldorf, Germania de Vest | 1   | 100 m     | 11,16 |
| 1977 | Cupa Mondială                   | Düsseldorf, Germania de Vest | 2   | 4 × 100 m | 42,65 |
| 1978 | Campionatul European în sală    | Milano, Italia               | 1   | 60 m      | 7,12  |
| 1978 | Campionatul European            | Praga, Cehoslovacia          | 1   | 100 m     | 11,13 |
| 1978 | Campionatul European            | Praga, Cehoslovacia          | 2   | 200 m     | 22,53 |
| 1978 | Campionatul European            | Praga, Cehoslovacia          | 3   | 4 × 100 m | 43,07 |
| 1979 | Campionatul European în sală    | Viena, Austria               | 1   | 60 m      | 7,16  |
| 1979 | Cupa Europei                    | Torino, Italia               | 1   | 100 m     | 11,03 |
| 1979 | Cupa Europei                    | Torino, Italia               | 2   | 200 m     | 22,50 |
| 1979 | Cupa Europei                    | Torino, Italia               | 1   | 4 × 100 m | 42,09 |
| 1979 | Cupa Mondială                   | Montréal, Canada             | 2   | 100 m     | 11,17 |
| 1979 | Cupa Mondială                   | Montréal, Canada             | 2   | 4 × 100 m | 42,32 |
| 1979 | Universiada                     | Ciudad de México, Mexic      | 1   | 100 m     | 11,00 |
| 1980 | Jocurile Olimpice               | Moscova, Uniunea Sovietică   | 2   | 100 m     | 11,07 |
| 1980 | Jocurile Olimpice               | Moscova, Uniunea Sovietică   | 1   | 4 × 100 m | 41,60 |
| 1981 | Cupa Europei                    | Zagreb, Iugoslavia           | 1   | 100 m     | 11,17 |
| 1981 | Cupa Europei                    | Zagreb, Iugoslavia           | 1   | 4 × 100 m | 42,53 |
| 1981 | Cupa Mondială                   | Roma, Italia                 | 3   | 100 m     | 11,13 |
| 1981 | Cupa Mondială                   | Roma, Italia                 | 1   | 4 × 100 m | 42,22 |
| 1982 | Campionatul European în sală    | Milano, Italia               | 1   | 60 m      | 7,11  |
| 1982 | Campionatul European            | Atena, Grecia                | 1   | 100 m     | 11,01 |
| 1982 | Campionatul European            | Atena, Grecia                | 1   | 4 × 100 m | 42,19 |
| 1983 | Campionatul European în sală    | Budapest, Ungaria            | 1   | 60 m      | 7,09  |
| 1983 | Campionatul Mondial             | Helsinki, Finlanda           | 1   | 100 m     | 10,97 |
| 1983 | Campionatul Mondial             | Helsinki, Finlanda           | 1   | 4 × 100 m | 41,76 |
| 1983 | Cupa Europei                    | Londra, Marea Britanie       | 1   | 100 m     | 11,28 |
| 1983 | Cupa Europei                    | Londra, Marea Britanie       | 1   | 4 × 100 m | 42,63 |
| 1985 | Campionatul European în sală    | Pireu, Grecia                | 2   | 60 m      | 7,13  |
| 1985 | Cupa Europei                    | Moscova, Uniunea Sovietică   | 1   | 100 m     | 10,95 |
| 1985 | Cupa Europei                    | Moscova, Uniunea Sovietică   | 1   | 4 × 100 m | 41,65 |
| 1985 | Cupa Mondială                   | Canberra, Australia          | 1   | 100 m     | 11,10 |
| 1985 | Cupa Mondială                   | Canberra, Australia          | 1   | 4 × 100 m | 41,37 |
| 1986 | Campionatul European în sală    | Madrid, Spania               | 2   | 60 m      | 7,08  |
| 1986 | Campionatul European            | Stuttgart, Germania de Vest  | 1   | 100 m     | 10,91 |
| 1986 | Campionatul European            | Stuttgart, Germania de Vest  | 1   | 4 × 100 m | 41,84 |
| 1987 | Campionatul European în sală    | Liévin, Franța               | 3   | 60 m      | 7,12  |
| 1987 | Cupa Europei                    | Praga, Cehoslovacia          | 1   | 100 m     | 10,95 |
| 1987 | Cupa Europei                    | Praga, Cehoslovacia          | 1   | 4 × 100 m | 41,94 |
| 1987 | Campionatul Mondial             | Roma, Italia                 | 14  | 100 m     | 11,33 |
| 1987 | Campionatul Mondial             | Roma, Italia                 | 2   | 4 × 100 m | 41,95 |
| 1988 | Campionatul European în sală    | Budapest, Ungaria            | 3   | 60 m      | 7,07  |
| 1988 | Jocurile Olimpice               | Seoul, Coreea de Sud         | 12  | 100 m     | 11,13 |
| 1988 | Jocurile Olimpice               | Seoul, Coreea de Sud         | 2   | 4 × 100 m | 42,09 |